# Barret (Charente)
Barret település Franciaországban, Charente megyében. Lakosainak száma 1092 fő (2022. január 1.). Barret Barbezieux-Saint-Hilaire, Guimps, Lachaise, Lagarde-sur-le-Né, Saint-Eugène és Montmérac községekkel határos.

## Népesség
A település népessége az elmúlt években az alábbi módon változott:
| Lakosok száma | 750  | 862  | 866  | 896  | 920  | 1014 | 1027 | 1040 | 1063 | 1092 |
|               | 1968 | 1982 | 1999 | 2006 | 2011 | 2015 | 2017 | 2018 | 2020 | 2022 |